# Sternacanista retrospinosa
Sternacanista retrospinosa är en skalbaggsart som beskrevs av Friedrich F. Tippmann 1955. Sternacanista retrospinosa ingår i släktet Sternacanista och familjen långhorningar. Inga underarter finns listade i Catalogue of Life.